# Andrej Těrešin
Andrej Těrešin (rusky Андрей Терешин; * 15. prosince 1982) je ruský atlet, výškař, jehož největším úspěchem je stříbrná medaile z halového MS 2006 v Moskvě.

## Kariéra
V roce 2003 vybojoval v Bydhošti stříbrnou medaili na evropském šampionátu do 23 let. Na MS v atletice 2005 v Helsinkách, na světovém šampionátu 2007 v Ósace i na MS v atletice 2009 v Berlíně nepostoupil z kvalifikace. Na halovém mistrovství Evropy v Madridu 2005 se umístil na osmém místě, o dva roky později na šampionátu v Birminghamu skončil sedmý.
V roce 2008 přišel o jistou účast na letních olympijských hrách v Pekingu, když na domácím mistrovství v ruské Kazani obsadil společně s Vjačeslavem Voroninem druhé místo. O nominaci však přišel poté, co další ruský výškař Andrej Silnov překonal na mítinku v Londýně 238 cm. Silnov byl dodatečně nominován na úkor Těrešina, avšak později se stal olympijským vítězem.
V roce 2007 vyhrál výkonem 233 cm halový mítink Hustopečské skákání. O dva roky později se stal vítězem Ostravské laťky.

## Osobní rekordy
- hala – 236 cm – 17. února 2006, Moskva
- venku – 234 cm – 17. června 2007, Varšava